# Anonimiteit

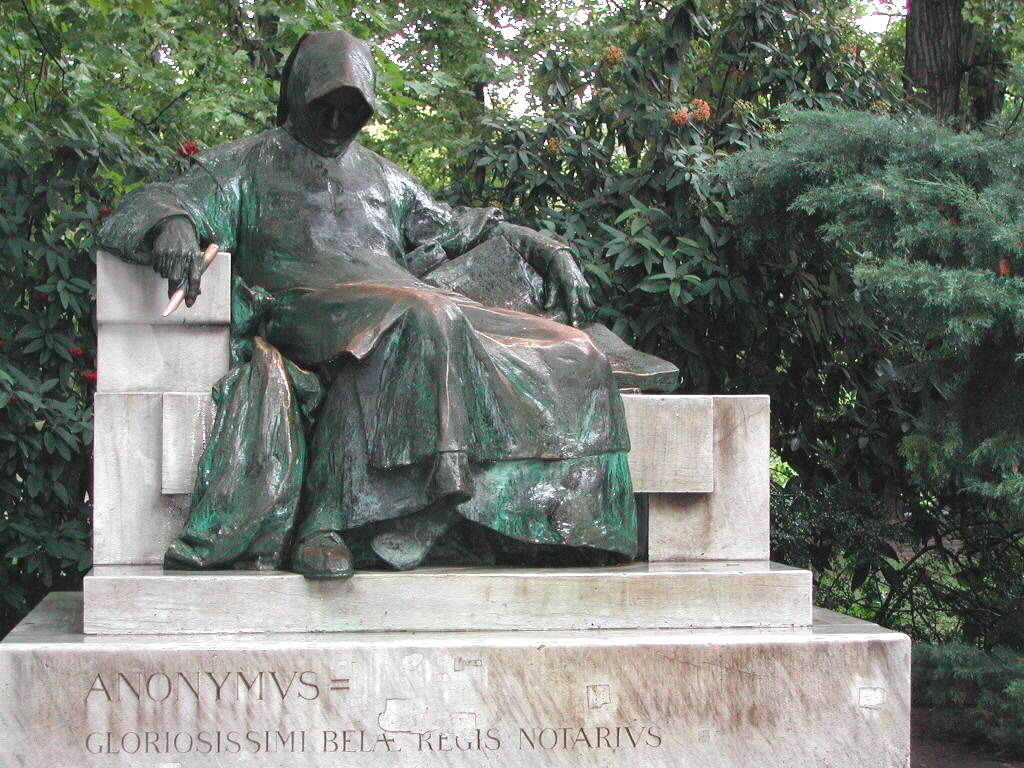
Standbeeld van "Anonymus" in het park van de Vajdahunyadburcht in Boedapest.

Men spreekt van anonimiteit als de identiteit van een persoon niet bekend is of als hij die niet bekend wenst te maken. Het woord anoniem komt van het Griekse ᾰ̓νώνῠμος anoonumos, wat betekent 'zonder naam, ongenoemd'.
Van oudsher wordt de term anoniem toegepast als de naam van een schrijver, beeldend kunstenaar of componist onbekend is of verloren is gegaan. Dat is vaak het geval bij geschriften uit de oudheid en de Middeleeuwen. In dit laatste geval komt de anonimiteit vaak voort uit de gedachte van de vroege middeleeuwer dat een werk niet geschapen werd voor eigen glorie maar voor de gemeenschap. Veel sagen, volksverhalen, sprookjes, legenden, volksliedjes en traditionele kinderliedjes zijn anoniem omdat die veelal mondeling zijn overgeleverd waarbij de naam van de oorspronkelijke bedenker verloren is gegaan.
Er zijn vele pogingen ondernomen om de identiteit van de schrijvers te achterhalen. Voor het Nederlandse taalgebied is er bijvoorbeeld het werk van Jan Izaäc van Doorninck (1840-1889)Bibliotheek van Nederlandsche anonymen en pseudonymen (1866 – 1870), dat in 1885 opnieuw werd uitgegeven onder de titel Vermomde en naamlooze schrijvers opgespoord op het gebied der Nederlandsche en Vlaamsche letteren. A. de Kempenaer vervolgde dit werk onder de titel Vermomde Nederlandsche en Vlaamsche schrijvers (1928).
Anonieme publicaties komen nog steeds voor, al zal een schrijver tegenwoordig eerder kiezen voor een pseudoniem.
In de journalistiek komt het wel voor dat geschriften anoniem, dus zonder naamsvermelding van de auteur, worden gepubliceerd. In dat geval is de identiteit van de auteur gewoonlijk wel bij de redactie bekend.
De opkomst van internet heeft geleid tot het ontstaan van vele anonieme geschriften en informatie-uitwisseling.
Bij wetenschappelijke onderzoeken wordt proefpersonen soms anonimiteit beloofd. Hierbij vragen de onderzoekers geen herleidbare persoonsgegevens van de proefpersonen. Dit verschilt van onderzoeken die vertrouwelijk worden uitgevoerd. Ook daarbij publiceert de onderzoeker geen tot individuen herleidbare persoonsgegevens, maar verzamelt de onderzoeker deze wel.